# 切手収集

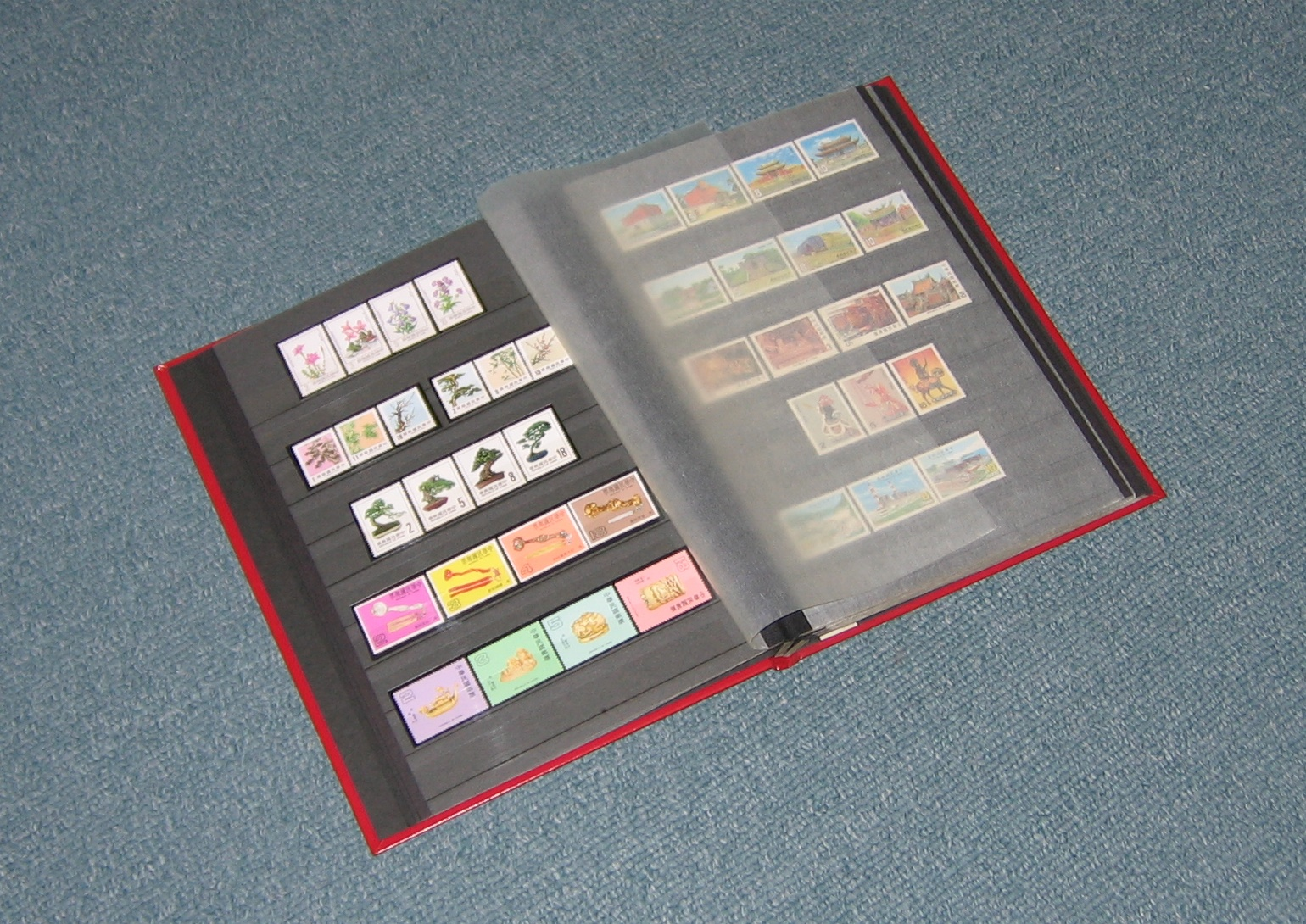
ストックブックに保存している状態

切手収集、切手蒐集（きってしゅうしゅう）とは、趣味の一つであり、狭義の意味と広義の意味に分かれる。
狭義には、未使用・使用済み切手のみを収集すること。
切手は国もしくは地域が公式に発行するものであり、発行の都度記録が残るので、その情報に基いて作られたカタログを頼りに収集できる。イギリス王室によるコレクションや、著名人によるコレクションも知られ、King of Hobbies（趣味の王様）として知られている。収集や分類などに用いる郵趣用品も多く開発されている。
広義には郵便に関する広範囲な事物について収集することを称する。広義については、特に郵趣と称する。

## 切手収集の歴史

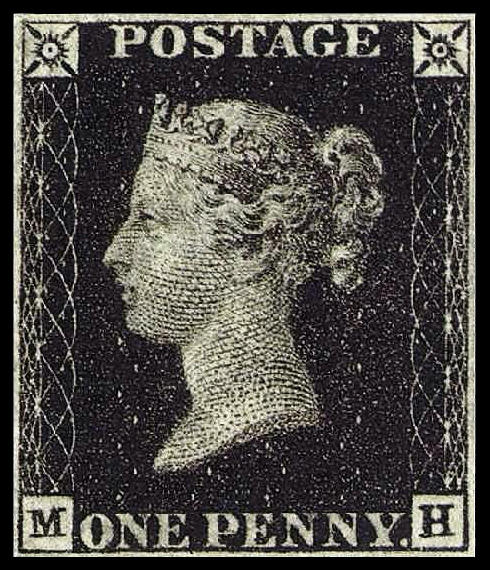
イギリス、1840年発行、世界最初の切手ペニー・ブラック

世界最初の切手、イギリスのペニー・ブラックと2ペンス・ブルーが発行された直後からその収集は始まったといわれる。
この翌年、1841年にロンドンの「ザ・タイムズ」紙に、使用済み切手を自分の化粧室の壁紙にしたいが、手持ちの1万6000枚ではとても足りないので提供願いたい、との内容の広告が掲載された。これは切手収集なる行為を確認できる最古の事例とされる。これは切手そのものの稀少性、絵柄などに着目する、今日の一般的な意味での切手収集とは違うが、初期の切手収集はこうしたものであった。その主な担い手は女性たちで、彼女たちは自宅の壁や天井、家具の装飾として貼り付けることを目的に切手を収集した。1842年の「パンチ」誌はそうした女性たちを「ヴィクトリア女王の首集め（世界最初の切手ペニー・ブラックの図柄が、ヴィクトリア女王の首から上の横顔の肖像だったことに因んでの喩え）にかける情熱には、首切りに血道をあげたヘンリー8世もかなわぬ」と揶揄した。
今日的な性格の切手収集が、主に男性たちによってはじめられたのは1850年代に入ってからのこととされる。1860年代に入ると、ロンドン橋に近いバーチン・レーン界隈に老若男女が集まり、盛んに切手を交換し合う光景が見られたが、警察当局はこれを不審視し、監視下においた、といわれている。
このころ切手収集家は「ティンブロマニアック（切手狂い）」と呼ばれていたが、かねてからこの名称を不快に感じていたフランス人収集家ジョルジュ・エルパンは1862年、ギリシャ語の"Philos"と"atelia"をつなぎ合わせた造語"Philately（郵趣）"を考案した。これは日本語に直訳すれば「料金を徴収されないことを好む」という意味になる。切手によって象徴される、料金前納を軸とする近代郵便制度を支持し、そしてそれに使用される金券である切手を愛好、収集するという意味であると考えられる。
日本においては、1957年にグリコが「世界の切手をあなたに」のキャッチフレーズで商品のおまけに国内外の切手を入れたことを端緒として、1950年代後半から1960年代頃にかけて切手ブームが起こった。当時は新しい切手の発売日には郵便局に購入希望者が長蛇の列をなして並ぶ光景が見られた。
現在は多種多様なジャンルをテーマティクとして楽しむ、健全な趣味として定着していると思われる。また「可愛い」グッズとして楽しむ傾向もある。
日本切手の中では、1948年（昭和23年）発行の5円切手「見返り美人」（菱川師宣画）や、1949年（昭和24年）発行の8円切手「月に雁」（歌川広重画）などが価値あるものとして一般に知られている。
このため、記念切手が高価なものの代名詞であるかのように誤解されがちだが、実際には記念切手はその性質から未使用で保存されている場合が多い為、希少性は不発行切手などの一部の切手を除いて高いとはいえない。稀品の多くは発行回数が多いために変種などが生まれる可能性の高い普通切手であることが多い。
日本における主要な切手収集（郵趣）組織としては、財団法人日本郵趣協会がある。

## エラー切手
印刷上、あるいは目打、デザイン等の問題のある切手は廃棄されることが原則であるが、問題のある切手を完全に発見・廃棄することは不可能であり、それが出回った場合「エラー切手」として珍重される。有名なものとしてスウェーデンの「3シリング・バンコの黄色」、「喜望峰のウッドブロックの色違い」、日本の「龍五百文逆刷」、アメリカの「逆さのジェニー」（米国での俗称"Inverted Jenny"の直訳。日本の収集家からは、額面にちなみ宙返り24セントと呼ばれるのが普通。逆さ刷りの郵便飛行機の図柄）などがあげられる。

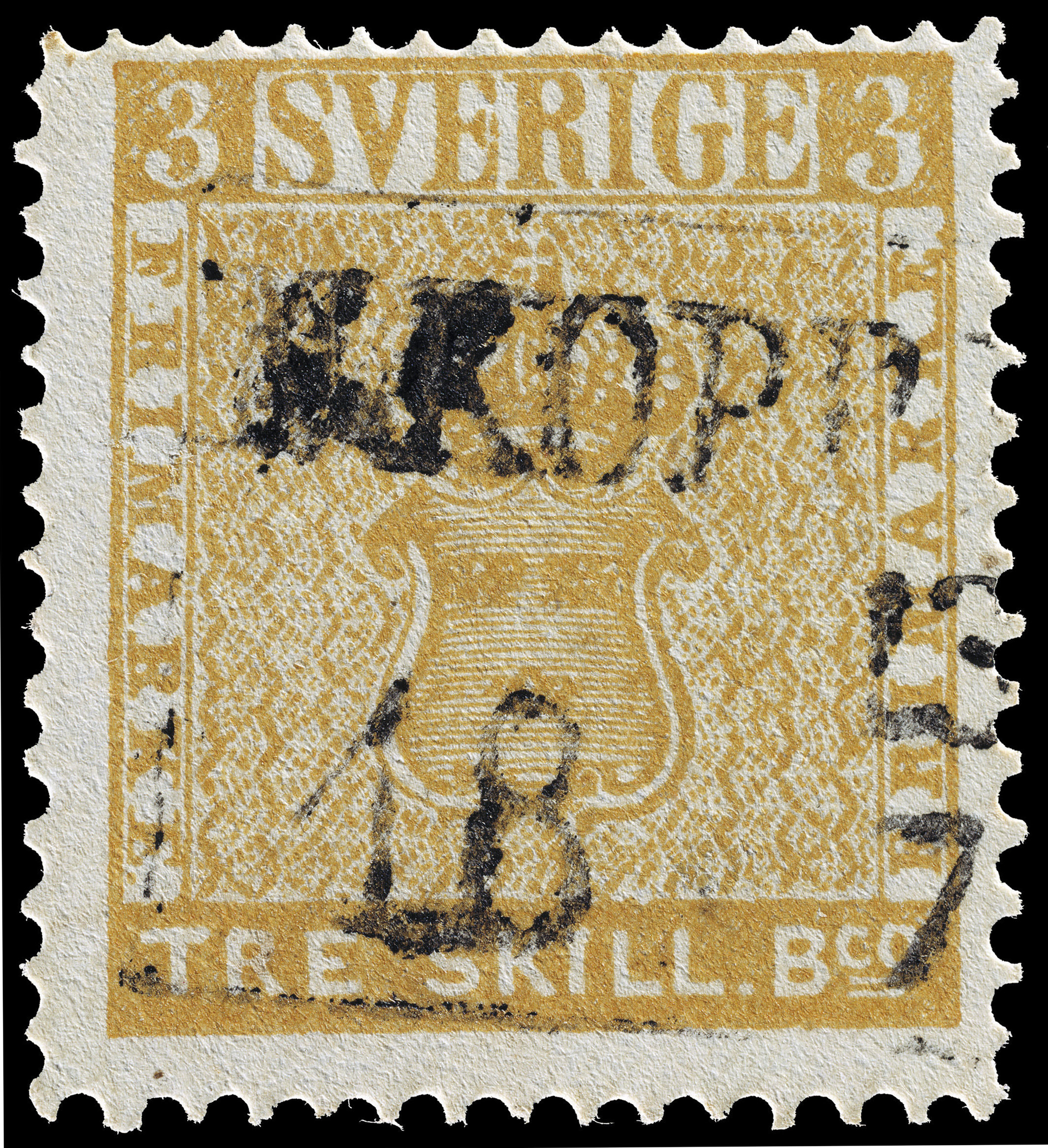
スウェーデンの3シリング「バンコの黄色」切手。本来この切手は緑色で印刷されているが、印刷ミスによって黄色となった。
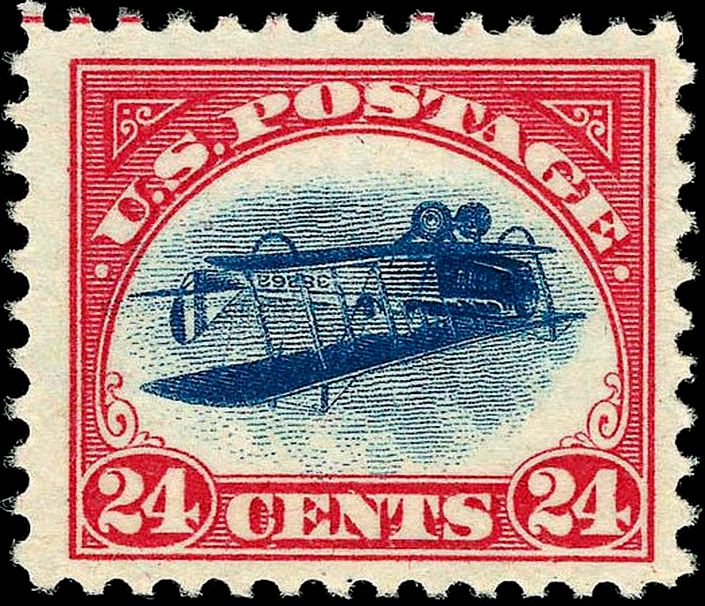
逆さのジェニーの名で知られる、24セント切手。中央の飛行機が反転して印刷されている。

## 消印
消印（郵政ではしょういんと読む）とは、切手が再使用されないように押された印のことを称する。
本来は実用目的であったが、記念印のように、それ自体が記念の目的をもっている消印も存在する。
消印は郵便局名や日付、時間帯などを表記しており、手によって消印される手押印と機械によってなされる機械印に大別される。分類要素には、局名や日付・時間、その表示形式の違いや、消印自体の形状、そしてそれから類推し得る、その切手が貼られていた郵便物の種別、形状など、様々な要素が加味される。消印された切手が貼られたままの郵便物（封筒など）をエンタイアという。他の趣味品であれば、使用済、すなわち消印されたものの価値は、未使用状態のものに比べ著しく損なわれるが、切手の場合逆に価値を向上させ、未使用以上に高額で取引されることも稀ではない。
切手には、手書きで消印したものがあるが、これはペンキャンセルと呼ばれ、一般に敬遠される。また、英連邦諸国のように、切手と収入印紙を同様のものとして発行していた地域では、切手が収入印紙として使用される場合があり、この際の消印はレベニューキャンセルと呼ばれ、やはり郵便使用のものに比べ低く評価される。

## カタログ
切手の基本的な分類を行っている文献として、「カタログ」というものがある。カタログには切手の図版および名称や発行日、デザインについての説明や、目打数に版式やスカシといった、切手についての基礎的なデータに加え、評価が記載されている。評価は、市場での取引の実勢に基き定められる。ただし、これは切手商から購入する際の目安であって、一般的な切手の場合、売却する際は安くなる。また、平均的な状態の切手に対する評価であるので、状態の悪いものは安くなる。
切手のカタログには世界中の切手を扱った「スコット」（米国）や「ギボンズ」（イギリス）、「イベール」（フランス）、「ミッヘル」（ドイツ）などのほか、特定の国や地域のみを扱った国別のカタログ（スイスのツームスタインカタログが最も有名である）、鉄道やチェスなどというテーマ別のカタログが様々な出版社や切手商などから発行されている。アメリカ合衆国郵便公社のように、郵政自らがカタログを作成する場合もある。
日本国内では、「さくら日本切手カタログ」、「日本切手専門カタログ」といった日本および関連地域を扱ったカタログのほか、アメリカやイギリス、ドイツ、中国など、国内においてよく集められている国の外国切手カタログが数種類発行されている。

## 収集方法
切手の収集方法にはさまざまなものがあるが、主なものとして下記があげられる。
- ゼネラル
ゼネラルとは、文字通りテーマを選ばず全般的に集めるものである（英語の'general'のこと）。発行数が多くなった今日、完全に集めることはもちろん不可能であり、それを目的としたものではない。
- 国別
国別コレクションは、文字通り、日本だけとか英国だけとか特定の国の切手のみを収集するコレクションである。従来はこの国別のコレクターが多かったが、最近では次に述べるテーマティクコレクションが多数を占めている。現存する国家や地域だけでなく、すでにない国家、地域（デッド・カントリーと称する）から発行された切手は歴史の貴重な証人ともなる。

- テーマティク
テーマティクとは特定の分野に関係する図案をもとにした切手について収集するものであり、そのためのカタログなども発行されている。ただし、それらの収集家を相手として、使用される可能性のほとんどない切手が発行されていることも考慮せねばならないであろう。切手収集ブームのころはアラブ土侯国とよばれた一群の国家と切手商が手を組み、土侯国切手と呼ばれる切手が大量に発行された。産業基盤の小さい小国においては現在においても収集家を対象としたさまざまな図柄の切手をシリーズで発行している。これらの切手は発行された土地での使用を目的とせず郵便事情をほとんど無視しており、収集家のためだけに発行されているといってもよい。
- リコンストラクション
リコンストラクションコレクションとは、一枚一枚の切手の特徴を元に、その切手がシートのどの位置にあったのかを探り、元のシートを再現する最も高度な専門的知識を要するコレクションである。現在のようにデジタル技術を駆使して1枚の原画をシートに複製して刷版を製造する時代においては、このコレクションは非常に困難を伴うが、ペニー・ブラックなどに代表されるチェックレターの入った切手ではこのコレクションを行う収集家も多い。また、日本や英領のネヴィスで最初に発行された切手においては、シートの全ての切手を手彫りで作成した刷版を使用していたため、同じ切手にも一枚一枚に様々な特徴があり、このコレクションを行う収集家に人気が高い。プレーティングとも言う。
- その他の収集方法
他の収集方法として、年代別・切手発行目的別（航空郵便とか付加金付きなどのカテゴリ別・初日カバーなどのコレクション等がある。特に自分の生年に発行された切手、自分の生年月日の消印が押印された切手を収集するコレクターも多い。

## 切手の価値

### 高価な切手

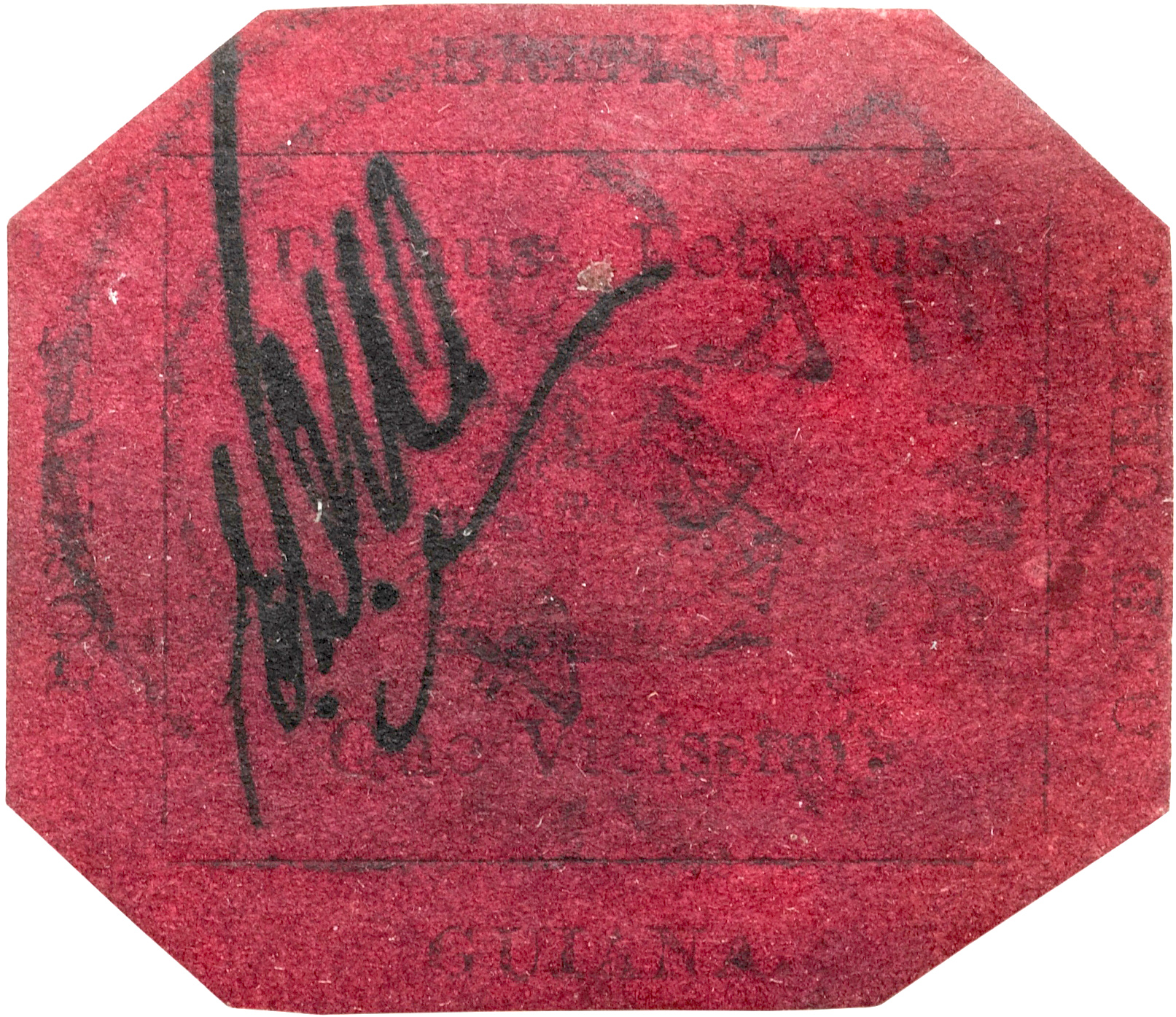
英領ギアナ1セント・マゼンタ

一部の希少な切手はその重量と価格から、世界で最も高価な物と考えることが可能である。希少性と価格は当然その収集家の数によって変わるため、たとえ世界に一枚しか存在しないと考えられている物でもその価格には大きな隔たりがある。
世界に一枚しかない切手として有名なものには1856年発行の英領ギアナ1セント・マゼンタがある。同切手はあまりに高額なためにカタログ上では値段が付けられない状態となっており、売買される場合には数億円で取引されている。2014年6月17日に行われたオークションにおいて948万ドル（当時のレートで約9億6700万円）で落札された。
日本で発行された切手のなかで最も高額とされるのは、明治初期に発行された竜切手の５００文切手のエラーである。（通称：龍五百文逆刷）切手中央の「銭五百文」の文字が逆刷された４０枚のうち１枚が現存しており、日本切手のカタログでは３５００万円の参考価格が付けられている。2000年頃に切手業者が所有者に1億数千万円で買取を持ちかけたが断られている。

### 一般的な切手
切手収集家が存在するか、しないかによってその価格は大きく変化するため、一時的に大きな値上がりをすることもあるが、ブームが沈静化すると価格は長期的に安定する。投機的な高騰化などについては識者による沈静化などもあり、成功することは少ない。

## 切手に類似するもの
切手に類似するものとして、広告付き官製はがきである「エコーはがき」や、企業などの広告が入ったメータースタンプを収集している人もいる。前者は販売される地域や枚数が極めて限定されており、後者はメータースタンプを使用している企業からの郵便物を手に入れなければならないため、ある意味で入手が困難なものの一つであろう。

## 切手の関連する作品
- シャレード (映画) : 切手の登場する映画では最も有名なものである。金を隠す方法として、切手が使われている。高価なことで知られている切手が3枚登場する。
- ドラえもん (マンガ) : 単行本第9巻「王冠コレクション」に切手趣味週間「月に雁」が登場する。TVアニメでも放送された。
- ゴルゴ13　(マンガ) : 単行本第71巻「アクロバティックス」にエラー切手「逆さのジェニー」が登場する。作中での狙撃方法もこの切手に準じたものとなっている。
- デカローグ (映画) : 第10話「ある希望に関する物語」（監督）クシシュトフ・キェシロフスキ。平凡なアパート住まいの老人は、世界有数の切手収集家であった。この老人の残した切手を巡って、残された息子達の悲喜劇が始まる。オーストリアの新聞切手など、希少な切手が登場する。
- GOSICK第五話：世界最初の切手であるペニー・ブラックが登場する
- キッテデカ (マンガ) : 切手収集が主体の郵便趣味漫画。切手収集家の警察官が郵便絡みなどの事件を解決する。

## 日本における郵趣組織
日本における主な郵趣組織として日本郵便文化振興機構、日本郵趣協会、全日本郵趣連合、郵趣振興協会（現行法人の成立順）がある。各組織はそれぞれ特徴を活かし、様々な角度から郵趣を振興している。
- 特定非営利活動法人日本郵便文化振興機構
フィラテリーの普及促進、古切手回収を通じ非営利団体を助成する慈善事業、国際切手展への出品支援などを行っている。さらに、東京郵便切手類取引所（TOPHEX）の名称でオークションを運営している。
- 公益財団法人日本郵趣協会
日本最大の郵趣組織であり、郵便切手収集趣味の普及促進、国内切手展の開催、機関誌「郵趣」の発行などを行っている。また、日本関連地域を主としたオークションを行っている。
- 一般社団法人全日本郵趣連合
郵便切手収集趣味の普及促進、全日本切手展の開催、鑑定サービス、機関誌「全日本郵趣」の発行などを行っている。
- 特定非営利活動法人郵趣振興協会
郵趣の振興を図るため、郵政博物館との共催による特別コレクション展の開催、雑誌「スタンプクラブ」発行による青少年の育成、ウェブサイトを通じた情報発信などを行っている。